# Châteaurenault (1898)
Châteaurenault – francuski krążownik pancernopokładowy z przełomu XIX i XX wieku. Był jedynym zbudowanym okrętem swojego typu, projektowanym z myślą o zwalczaniu żeglugi. Służył we francuskiej marynarce wojennej najpierw na Dalekim Wschodzie, a podczas I wojny światowej na Morzu Śródziemnym. Od 1916 roku był używany jako transportowiec wojska. Został zatopiony 14 grudnia 1917 roku przez niemiecki okręt podwodny na Morzu Jońskim.
Okręt miał wyporność normalną około 8000 ton, a jego główne uzbrojenie stanowiły dwa działa kalibru 164,7 mm i sześć dział kalibru 138,6 mm. Napędzały go maszyny parowe, pozwalające na osiąganie prędkości 24 węzłów.

## Zamówienie i budowa
„Châteaurenault” był jednym z dwóch dużych krążowników pancernopokładowych zbudowanych pod koniec XIX wieku dla marynarki francuskiej według różnych projektów specjalnie z myślą o działaniach rajderskich – zwalczaniu żeglugi na odległych liniach komunikacyjnych. We władzach decydujących o rozwoju marynarki francuskiej ścierały się wówczas poglądy zwolenników tzw. młodej szkoły – Jeune École i tradycjonalistów, czego jednym z efektów była budowa licznych pojedynczych okrętów o różnych charakterystykach w celu poszukiwania optymalnych rozwiązań. W ostatniej dekadzie XIX wieku artyleria średniego kalibru strzelająca pociskami wybuchowymi spowodowała stopniowe odejście od dużych krążowników pancernopokładowych na rzecz lepiej chronionych krążowników pancernych, lecz mimo to zdecydowano się na budowę nowych okrętów w tym układzie konstrukcyjnym, zakładając, że dzięki wysokiej prędkości ponad 23 węzłów będą one w stanie uciec silniejszym przeciwnikom. Wielkość nowych krążowników wynikała z wymogu posiadania silnych maszyn i dużego zapasu węgla, pozwalających na uzyskanie wysokiej prędkości i oceanicznego zasięgu. Wobec przewidywanego zastosowania przeciw statkom, mniej istotne było natomiast silne uzbrojenie i opancerzenie. Wzorowano się w tym zakresie na amerykańskich krążownikach typu Columbia, budowanych w tym samym celu.
Inicjatywa budowy takich okrętów wyszła w 1894 roku ze strony Ministra Marynarki Felixa Faure′a. Projekty zaproponowały trzy francuskie stocznie, z czego Rada Prac Marynarki wybrała do realizacji 23 lipca 1895 roku dwa: „Guichen” i „Châteaurenault”. Początkowo zaliczono je do nowo utworzonej klasy szybkich krążowników (fr. croiseur rapide), lecz ostatecznie w 1897 roku zostały oznaczone jako krążowniki I klasy. Oba okręty powstały według tej samej specyfikacji, lecz całkowicie różniły się konstrukcją. Ich koncepcja jednak okazała się chybiona, gdyż w tym czasie już w Wielkiej Brytanii, uznawanej za potencjalnego wroga, powstawały lepiej chronione silniejsze krążowniki o podobnej prędkości.
12 października 1895 roku zamówiono drugi z okrętów w stoczni Société Nouvelle des Forges et Chantiers de la Méditerranée w La Seyne. Autorem jego projektu był inż. Amable Lagane. Otrzymał nazwę „Châteaurenault” na cześć francuskiego admirała François Louis Rousselet markiza de Châteaurenault (1637–1716). Stępkę pod budowę okrętu położono 23 maja 1896 roku. Kadłub wodowano 12 maja 1898 roku. 24 października 1899 roku okręt został przejęty przez marynarkę do prób. W 1900 roku rozpoczęto próby morskie, które przebiegały z problemami dotyczącymi wibracji maszyn oraz wałów śrub. Po wymianie wałów i poprawkach maszyn, próby kontynuowano w 1901 i 1902 roku. Okręt wszedł do służby 10 października 1902 roku. Koszt budowy wyniósł 16,122 mln franków (równowartość 640 tys. funtów szterlingów).

## Opis

### Ogólna architektura i konstrukcja

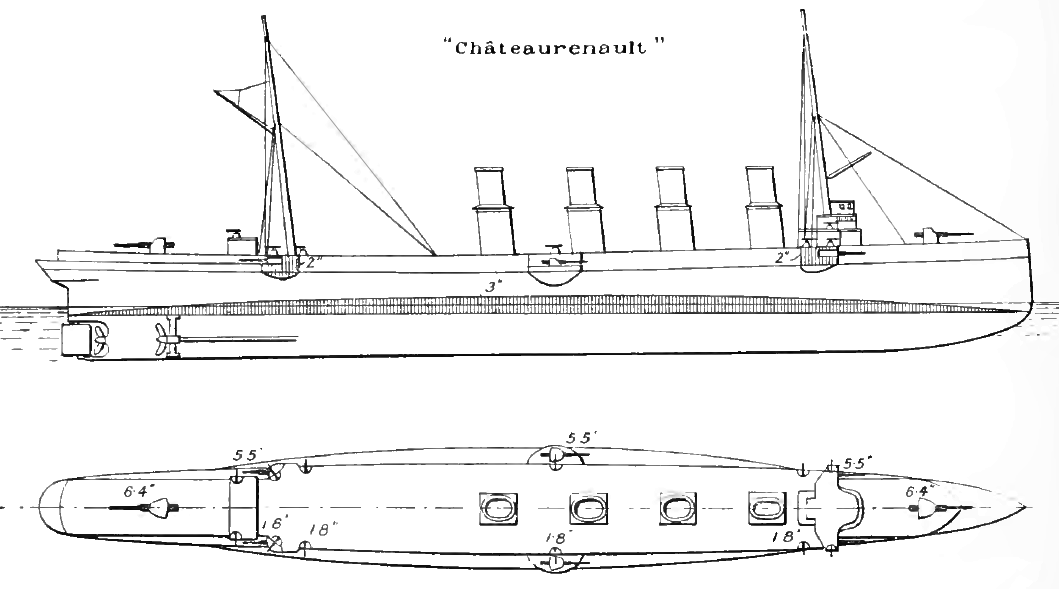
Uproszczony szkic, z zaznaczonym opancerzeniem

Ogólna architektura „Châteaurenault” była klasyczna dla krążowników, z grupą czterech kominów w równomiernych odstępach na śródokręciu, odprowadzających spaliny z umieszczonych tam w układzie liniowym czterech kotłowni. Maszynownie znajdowały się zaś za nimi, w stronę rufy. Układ taki, typowy dla krążowników brytyjskich i innych państw, był jednak unikalny wśród nowo budowanych okrętów francuskich i „Châteaurenault” pozostał jedynym francuskim krążownikiem o takim wyglądzie i z czterema kominami w jednej grupie. Okręt był gładkopokładowy, z trzema ciągłymi wewnętrznymi pokładami. Przykrywający je górny pokład ciągnął się na całą długość okrętu. Na pokładzie dziobowym było umieszczone pojedyncze działo, za nim, blisko dziobu, niewielka nadbudówka z masztem, a dalej grupa kominów. Na rufie znajdował się drugi maszt, mała pokładówka i działo. Burty miały pochylenie dośrodkowe. Dziobnica była pionowa, co razem ze zwodowanym wcześniej „Guichen” stanowiło odejście od charakterystycznych dziobnic taranowych w formie pługa wcześniejszych krążowników francuskich. Rufa była natomiast ukształtowana w sposób typowy dla statków, silnie nawisająca w tył nad pionową stewą rufową. Według konstruktora Amable′a Lagane′a, dziób i rufa były celowo upodobnione do statków pasażerskich dla utrudnienia identyfikacji z daleka. Zastosowanie takiej formy rufy umożliwiło umieszczenie tam obszernych pomieszczeń oficerskich.
Kadłub był podzielony 11 grodziami poprzecznymi na 12 głównych przedziałów wodoszczelnych, a ogółem miał 103 przedziały wodoszczelne. Dno podwójne ciągnęło się tylko pod kotłowniami i maszynowniami. Dno z zewnątrz nie miało miedzianego obszycia, stosowanego na okrętach przewidzianych do stałej służby w koloniach.
Wyporność normalna wynosiła po zbudowaniu 8042,7 ton, a pełna 8313 ton. Długość całkowita okrętu wynosiła 139,38 m, a między pionami 135 m. Szerokość wynosiła 17 m. Zanurzenie średnie wynosiła 6,85 m, a na rufie 7,4 m.

### Opancerzenie
Opancerzenie okrętu obejmowało przede wszystkim wewnętrzny pokład pancerny w rejonie linii wodnej, wykonany z miękkiej stali, charakterystyczny dla krążowników pancernopokładowych, ze skosami po bokach schodzącymi poniżej linii wodnej. Był on podobny do „Guichena”, różniąc się jedynie nieco grubszym pancerzem na skosach, kompensującym to, że były nachylone pod większym kątem od poziomu (36°). W środkowej poziomej części miał on grubość 35 mm, a boczne skosy miały na większości długości grubość 90 mm w górnej części i 60 mm w dolnej pod linią wodną – przy tym do ogólnej grubości wliczane jest podłoże z dwóch warstw stali konstrukcyjnej grubości łącznie 15 mm. W kierunku dziobu i rufy pokład pancerny był cieńszy: 65 mm w górnej części i 45 mm w dolnej części, wraz z podłożem. Starsze publikacje podawały błędnie grubość pokładu pancernego do 100 mm. Burty były dodatkowo chronione w rejonie linii wodnej przez dodatkową warstwę poszycia z utwardzanej stali grubości 10 mm na wysokość 4,1 m, niestanowiącą pancerza, oraz przylegające od wewnątrz specjalne puste przedziały (koferdamy) nad skosami pasa pancernego.
Artyleria główna była chroniona przez głębokie maski pancerne ze stali chromoniklowej grubości 54 mm – w formie skrzyń dla dział 164,7 mm i środkowych dział 138,6 mm oraz cylindrów dla pozostałych dział tego kalibru. Kazamaty miały pancerz 40 mm. Wieża dowodzenia miała opancerzenie ścian grubości 160 mm, dachu 40 mm i podłogi 15 mm, a pod nią był szyb komunikacyjny o ścianach grubości 70 mm. Łączna masa pancerza wynosiła około 500 ton.

### Uzbrojenie

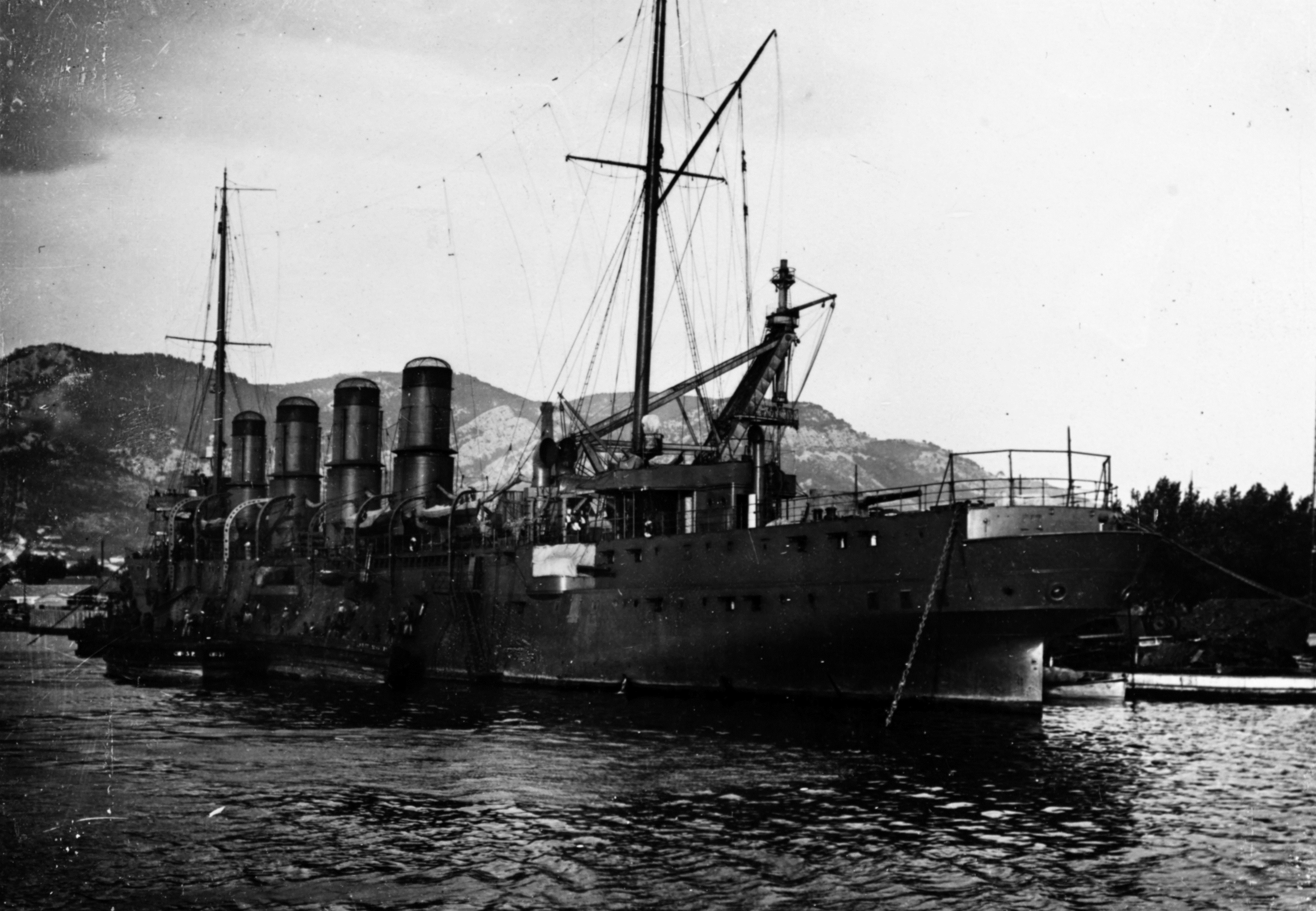
„Châteaurenault” od rufy, podczas uzupełniania węgla w Tulonie podczas I wojny światowej. Widoczna rufowa kazamata.

Okręt miał artylerię główną składającą się z dwóch pojedynczych armat kalibru 164,7 mm i sześciu kalibru 138,6 mm. Działa kalibru 164,7 mm w stanowiskach z maskami pancernymi były ustawione na pokładzie na dziobie i rufie. Były one modelu M1893, o długości lufy 45 kalibrów (L/45). Strzelały pociskami przeciwpancernymi o masie 54,2 kg lub półpancernymi o masie 52,6 kg. Po trzy działa kalibru 138,6 mm były umieszczone na każdej z burt, dziobowe i rufowe w kazamatach, a na śródokręciu na sponsonach. Działa te były również modelu M1893, o długości lufy L/45. Strzelały pociskami przeciwpancernymi lub półpancernymi o masie 35 kg. Dziobowe i rufowe pary dział burtowych mogły prowadzić ogień w kierunku odpowiednio dziobu lub rufy i na burtę, natomiast działa na sponsonach miały kąt ostrzału około 180° (możliwość prowadzenia ognia na wprost w kierunku dziobu lub rufy była jednak teoretyczna, z uwagi na uszkadzanie kadłuba i iluminatorów od podmuchu). Zapas amunicji wynosił nominalnie 535 pocisków kalibru 164,7 mm i 1347 pocisków kalibru 138,6 mm, a maksymalnie odpowiednio 590 i 1600. Uzbrojenie to, takie same jak w „Guichen”, uważane było jednak za zbyt słabe w stosunku do wielkości okrętu.
Uzbrojenie pomocnicze stanowiło 12 dział kalibru 47 mm Hotchkiss M1885 L/40. Były one rozmieszczone parami: na skrzydłach mostka, na pokładzie nad dziobowymi kazamatami, nad sponsonami dział na śródokręciu, przed rufowymi kazamatami i nad rufowymi kazamatami oraz na rufowym mostku. Uzupełniały je trzy działka kalibru 37 mm Hotchkiss M1885 L/20, umieszczone po jednym nad dziobowymi kazamatami i na rufowej galeryjce. Dla oddziałów desantowych okręt przenosił dwie armaty kalibru 65 mm M1881 L/16. W kwietniu 1915 roku zdjęto w Breście dwa działka 47 mm, a w październiku w Bizercie kolejne dwa. W 1916 roku cztery działa 47 mm zamieniono na przeciwlotnicze tego samego kalibru. Okręt nie posiadał wyrzutni torped.
Wyposażenie do walki w nocy stanowiło sześć reflektorów średnicy 60 cm.

### Napęd
„Châteaurenault” był napędzany trzema trzycylindrowymi pionowymi maszynami parowymi potrójnego rozprężania. W odróżnieniu od „Guichena”, siłownia była w klasycznym układzie liniowym i maszynownie były umieszczone za kotłowniami. Maszyny umieszczone były w trzech maszynowniach w rufowej części kadłuba, z tego dwie były równoległe obok siebie. Napędzały one trzy śruby: czterołopatową o średnicy 4,4 m (środkowa) i trójłopatowe o średnicy 4,6 m. Parę dostarczało 28 kotłów systemu Normand-Sigaudy, umieszczonych w czterech kotłowniach – przy tym 12 było dwustronnych, a cztery w dziobowej kotłowni jednostronne. Miały one ciśnienie robocze 15 atu Kotły nie sprawiały w tym okręcie większych problemów, natomiast problemy sprawiały maszyny parowe, które podczas prób musiały ulegać poprawkom. Przez zamianę centralnej śruby z trzyłopatowej na czterołopatową w 1904 roku zlikwidowano wibracje przy prędkościach między 18 a 19,5 węzła, natomiast pozostały wibracje przy prędkościach między 20 a 22,5 węzła. Projektowa moc indykowana siłowni wynosiła 23 000 KM, a prędkość 23 węzły. Podczas prób 25 lipca 1902 roku krążownik osiągnął moc indykowaną 24 304 KM i prędkość 24,023 węzła.
Maksymalny zapas paliwa – węgla wynosił 1828 ton, a normalny 1300 ton. Zasięg wynosił 7140 mil morskich przy prędkości 11,4 węzła.

## Służba

### Przed I wojną światową
Wkrótce po wejściu do służby 10 października 1902 roku, „Châteaurenault” został wysłany 30 października na Daleki Wschód, do francuskich Indochin, dla zamiany krążownika „D’Entrecasteaux”. Został okrętem flagowym 2. Dywizji Eskadry Dalekowschodniej. W 1904 roku w Sajgonie nadzorował internowany po bitwie na Morzu Żółtym rosyjski krążownik „Diana”. 7 listopada 1904 roku „Châteaurenault” został uszkodzony na skale u brzegów Kochinchiny i 12 marca 1905 roku wyruszył do Francji na remont, zamieniony w roli okrętu flagowego przez „Guichen”. Stacjonował następnie do 1910 roku w Cherbourgu. 15 stycznia 1910 roku został przywrócony do czynnej służby i skierowany na Morze Śródziemne, lecz podczas przebazowania z Cherbourga do Tulonu wszedł 30 stycznia tego roku na mieliznę na marokańskim wybrzeżu koło Tangeru, po zachodniej stronie Cieśniny Gibraltarskiej, doznając uszkodzeń kadłuba. Dowodził nim wówczas kapitan Méliart, przyczyną prawdopodobnie była mgła rano. Został ściągnięty dopiero po dwóch dniach wytężonej akcji z pomocą dwóch brytyjskich holowników z Gibraltaru w asyście francuskich krążowników „Du Chayla” i „Friant” oraz brytyjskiego pancernika HMS „Cornwallis”. Krążownik był po tym dokowany w Gibraltarze i remontowany ostatecznie w Tulonie. Przez kilka lat trwał po tym spór sądowy o koszty holowania dla brytyjskich statków. Krążownik do służby wrócił w kwietniu 1911 roku. Służył do szkolenia, będąc w latach 1911-1913 okrętem flagowym dywizjonu szkolnego Atlantyku i bazą dla szkoły bosmanów. Został następnie wycofany do rezerwy. Planowano w 1914 roku przystosować go do roli jachtu państwowego dla prezydenta Francji, lecz nie doszło do tego z uwagi na konieczność remontu kotłów.

### I wojna światowa

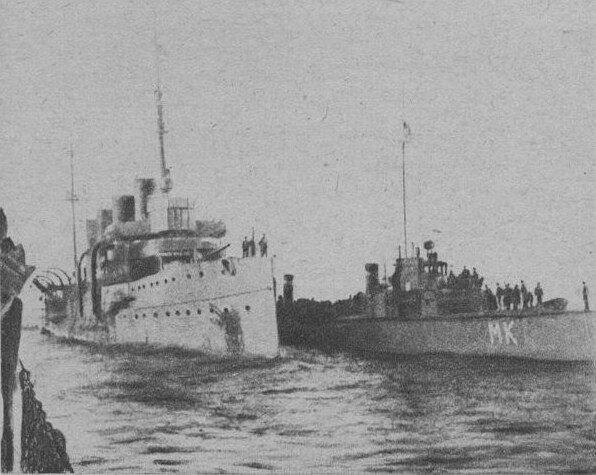
Storpedowany „Châteaurenault” z niszczycielem „Mameluk” przy burcie

Po wybuchu wojny „Châteaurenault” początkowo znajdował się w remoncie. Wchodził następnie w skład 2. Eskadry Lekkiej na wybrzeżu atlantyckim i używany był do patrolowania Zatoki Biskajskiej. W maju 1915 roku został przeniesiony na Morze Śródziemne. W lipcu tego roku został okrętem flagowym dowódcy francuskiej floty (Armée navale) Auguste′a Boué de Lapeyrère, a 12 grudnia 1915 roku – wiceadmirała Louis Dartige du Fournet. Odbywał w tym charakterze między innymi rejsy z portów francuskich na Maltę (będącą bazą brytyjskiej Floty Śródziemnomorskiej). Od 7 lutego 1916 roku uczestniczył w bezskutecznych poszukiwaniach na Atlantyku niemieckiego krążownika pomocniczego – rajdera „Möwe”. Bazował w tym czasie w Dakarze, po czym powrócił do Bizerty, gdzie przystosowano go do służby w charakterze transportowca wojska.
Od 11 września 1916 roku był wykorzystywany na Morzu Śródziemnym do transportu wojska do Grecji na front salonicki. Przewoził tam m.in. rosyjskie wojska ekspedycyjne. 4 października 1916 roku uratował 1200 rozbitków ze statku „Gallia”, storpedowanego przez okręt podwodny U-35.
14 grudnia 1917 roku rano, podczas rejsu transportowego z Tarentu do Grecji, „Châteaurenault” został storpedowany na Morzu Jońskim na północ od Kefalonii przez niemiecki okręt podwodny UC-38, który o 7:05 trafił go torpedą w prawą burtę w rejonie kotłowni, po czym o 7:30 lub 8:05 drugą torpedą w dziób. Niszczyciele eskorty „Mameluk” i „Lansquenet” po drugim ataku wykryły i zatopiły okręt podwodny. Na skutek wybuchów torped zginęło 12 członków załogi, natomiast pozostali członkowie załogi i żołnierze zostali przejęci przez niszczyciele eskorty „Mameluk” (710 ludzi) i „Lansquenet” (436 ludzi) oraz niszczyciel „Spahi” i pomocnicze trałowce „Verveine”, „Balsamine” i „Shamrock II”, które nadpłynęły na miejsce i przejęły 246 osób. Krążownik zatonął na pozycji 38°15′N 20°22′E/38,250000 20,366667.